# Parels & Zwijnen
Parels & Zwijnen was een misdaadserie op Talpa in 2005. RTL 5 zond in 2008 het eerste seizoen nogmaals uit, inclusief de eerste 4 uitzendingen die al waren uitgezonden. De serie is terug te zien op streamingdienst Videoland.
In deze dramaserie lossen ex-politieagent Dexter Parisius (Mike Libanon), zijn beste vriend Rudy Teeuwe (Ruben Lürsen), de zoon van een onderwereldbaas, en het voormalige animeermeisje Daisy (Eva Duijvestein) verschillende zaken op die zich op de grens bevinden van de boven- en onderwereld. Justitie bestaat niet in hun wereld.